# Steve Morrow
Steve Morrow (Belfast, 2 luglio 1970) è un allenatore di calcio ed ex calciatore nordirlandese, di ruolo difensore.

## Carriera

### Giocatore

#### Club
Cresciuto nelle giovanili del Bangor, fu acquistato dall'Arsenal nel 1988, con i Gunners in nove anni totalizzò 62 presenze ed una rete in Premier League e contribuì alla vittoria della Coppa di Lega e della FA Cup nel 1993 e poi della Coppa delle Coppe 1993-1994 giocando da titolare la finale contro il Parma.
Il periodo ai londinesi fu intervallato da numerose cessioni in prestito: al Reading, allo Watford, al Barnet ed infine ai Queens Park Rangers, che nel 1997 ne acquisirono il cartellino facendolo giocare fino al 2001.
In seguito giocò una stagione in prestito al Peterborough United e poi nel 2002 si trasferì negli USA per giocare nei Dallas Burn per una stagione, prima di lasciare il calcio giocato.

#### Nazionale
Fece parte della Nazionale dell'Irlanda del Nord con la quale disputò 39 incontri ufficiali fra il 1990 ed il 1999.

### Allenatore
Ha allenato fra il 2006 e il 2008 gli statunitensi del FC Dallas.

## Palmarès

### Club

#### Competizioni giovanili
- FA Youth Cup: 1

Arsenal: 1987-1988

#### Competizioni nazionali
- Coppa di Lega inglese: 1

Arsenal: 1993
- Coppa d'Inghilterra: 1

Arsenal: 1992-1993

#### Competizioni internazionali
- Coppa delle Coppe: 1

Arsenal: 1993-1994